# 新科梅紅點鮭
新科梅紅點鮭，為輻鰭魚綱鮭形目鮭科的其中一種，為溫帶淡水魚，分布於歐洲瑞士納沙泰爾湖流域，體長可達15公分，棲息在底中層水域，以昆蟲幼蟲、甲殼類等為食，已滅絕。

## 擴展閱讀
維基物種上的相關：新科梅紅點鮭